# Pointe d’Otemma
Pointe d’Otemma – szczyt w Alpach Pennińskich, w masywie Ruinette. Leży w południowej Szwajcarii, w kantonie Valais, blisko granicy z Włochami. Wysokość szczytu wynosi 3409 m n.p.m.